# Паранаїба (мікрорегіон)

Паранаїба на карті штату Мату-Гросу-ду-Сул

Паранаїба (порт. Microrregião de Paranaíba) — мікрорегіон у Бразилії, входить у штат Мату-Гросу-ду-Сул. Складова частина мезорегіону Схід штату Мату-Гросу-ду-Сул. Населення становить 75 402 чоловік на 2006 рік. Займає площу 17 187,822 км². Густота населення — 4,39 чол./км².

## Склад мікрорегіону
До складу мікрорегіону включені такі муніципалітети:
1. Апаресіда-ду-Табоаду
2. Іносенсія
3. Паранаїба
4. Селвірія

| Бразилія | Це незавершена стаття з географії Бразилії. Ви можете допомогти проєкту, виправивши або дописавши її. |